# Malaltia neurològica progressiva
Durant els darrers anys s'han assolit importants avenços en el coneixement i tractament de les malalties neurològiques. Tot i aquest avenç, però, la causa d'algunes d'elles segueix essent desconeguda i l'únic atribut comú n'és la progressiva i gradual afectació de part o parts del sistema nerviós central.
Aquesta alteració neurològica es tradueix principalment en dèficits motors, sensitius o ambdós, i és causa de discapacitat i minusvalidesa. En alguns casos, la presència de deteriorament cognitiu (trastorns de la parla, de l'atenció, de la memòria, de les capacitats intel·lectives...) augmenta la dependència i afecta la qualitat de vida tant del pacient com de la família.
La complexitat de símptomes i complicacions, la seva variabilitat i l'absència d'un tractament curatiu efectiu fan impossible l'abordatge d'aquests pacients per un sol professional de la salut, per la qual cosa la tendència actual es dirigeix vers l'atenció en unitats o hospitals especialitzats en patologies neurològiques que, amb la participació d'equips interdisciplinaris, ofereixen aquells serveis que el pacient i la seva família requereixen per al tractament simptomàtic, la neurorehabilitació, el manteniment i l'adaptació al medi.

## Malalties

### Esclerosi múltiple
L'esclerosi múltiple (EM) és una malaltia crònica del SNC de causa desconeguda, tot i que se suggereix que es deu a un trastorn de la immunitat a un virus.
Ataca la beina de mielina que envolta la fibra nerviosa, encarregada de transmetre els impulsos al cervell i a la medul·la espinal. Allà on ha estat destruïda la mielina, a diversos llocs del sistema nerviós, hi apareixen plaques de teixit endurit (esclerosi) i la conducció nerviosa en resulta alterada.
Si bé al seu començament sol cursar en forma de brots, amb exacerbacions i remissions, sovint evoluciona vers una forma progressiva o apareixen seqüeles neurològiques estables que s'acumulen amb el temps. Les manifestacions clíniques són variables i depenen de la localització i extensió de les lesions. Les plaques poden situar-se a la medul·la espinal, al cervell i al cerebel, hi donem una gran varietat de signes i símptomes: pèrdua de força, fatiga, incoordinació, trastorns visuals, alteracions sensitives, disfunció dels esfínters, trastorns sexuals, alteracions cognitives i emocionals.
Malgrat que el curs de l'EM és modificat amb els recursos farmacològics més nous, el diagnòstic i el tractament de les complicacions és complex i requereix la participació d'un equip interdisciplinari amb diferents especialistes que treballen conjuntament per unificar tractaments individuals dins un pla que contempli els dèficit d'un determinat pacient.

### La malaltia de Parkinson
La malaltia de Parkinson, descrita per primer cop per J. Parkinson el 1817, és una malaltia del SNC que afecta les estructures encarregades del moviment, l'equilibri, el manteniment del to muscular i la postura.
Una d'aquestes estructures és la substància negra, nucli de la base del cervell i que conté la dopamina, un neurotransmissor essencial per a la regulació del moviment. La malaltia es manifesta per mitjà de tremolor, alentiment, rigidesa i alteracions de l'equilibri, de la postura i de la marxa.
El tractament és farmacològic i les intervencions quirúrgiques hi són indicades en alguns casos, però la fisioteràpia pot ser de gran ajuda per a la correcció o alleugeriment dels problemes motors del pacient.

### L'esclerosi lateral amiotròfica
L'esclerosi lateral amiotròfica (ELA), clàssicament, s'ha descrit com una malaltia que cursa amb atròfia i debilitat progressiva dels músculs esquelètics, espinals i bulbars a causa de la degeneració de les neurones motores de la banya anterior de la medul·la i del sistema corticoespinal. En general, hi és preservada la funció sensitiva. S'acompanya d'alteració de la parla (disàrtria) i dificultats per a la deglució. La labilitat emocional també hi és freqüent.
Com en altres malalties neurològiques progressives, l'etiologia n'és encara desconeguda, tot i que li és atribuïda una possible causa vírica, tòxica, genètica o endocrina.
En l'actualitat no es disposa de fàrmacs efectius que actuïn sobre el curs de la malaltia, però sí per pal·liar-ne els símptomes. Això no obstant, la rehabilitació, amb la participació de diferents professionals i des de les fases més primerenques de la malaltia, millora la qualitat de vida d'aquests pacients.